# 448 (số)
448 (bốn trăm bốn mươi tám) là một số tự nhiên ngay sau 447 và ngay trước 449.